# Roman Niestierienko
Roman Grigorjewicz Niestierienko, ukr. Роман Григорович Нестеренко, Roman Hryhorowycz Nesterenko (ur. 22 marca 1977 w Wuhłedarze, obwód doniecki) – kazachski piłkarz pochodzenia ukraińskiego, grający na pozycji bramkarza. Zmienił obywatelstwo na kazachskie.

## Kariera piłkarska

### Kariera klubowa
Wychowanek klubu Szachtar Donieck. W 1994 rozpoczął karierę piłkarską w amatorskiej drużynie AFK-UOK Mariupol, dokąd został wypożyczony. W latach 1995–1997 bronił barw drugiej drużyny Szachtara. Po wygaśnięciu kontraktu grał w amatorskim zespole Metałurh Wołodymyriwka. W 2000 roku powrócił do zawodowej piłki nożnej, zasilając skład Wołyni Łuck. Podczas przerwy zimowej sezonu 2003/04 wyjechał do Kazachstanu, gdzie podpisał kontrakt z FK Aktöbe. Potem bronił barw klubów Kajsar Kyzyłorda, Łokomotiw Astana i Ordabasy Szymkent. W 2013 przeszedł do Wostoku Öskemen. Pełnił funkcje kapitana drużyny.

### Kariera reprezentacyjna
W 2011 debiutował w narodowej reprezentacji Kazachstanu. Łącznie rozegrał 2 mecze.

## Sukcesy i odznaczenia

### Sukcesy klubowe
- mistrz Kazachstanu: 2005
- wicemistrz Kazachstanu: 2006, 2009
- mistrz Pierwszej ligi Ukrainy: 2002